# Nadechování
Nadechování čili nádech, vdech, inspirace (z latinského inspiratio) či inhalace (lat. inhalatio) je nasátí čerstvého atmosférického vzduchu, tj. vzduchu s potřebným podílem kyslíku a s malým podílem oxidu uhličitého, do plic za účelem vstřebání kyslíku do těla, po němž následuje vydechnutí použitého vzduchu. Jde o základní fázi dýchání. Slovo vdechnutí označuje naproti tomu zpravidla nasátí drobného předmětu (typicky malým dítětem), nikoli vzduchu (plynu). Inhalace je také léčivý postup vdechování prospěšných par.